# Samuel Nollet
Pas d'image ? Cliquez ici

a Compétitions nationales et continentales officielles uniquement.

b Matchs officiels uniquement.
Dernière mise à jour le 31 octobre 2024.
Samuel Nollet, né le 2 août 2001 à Schœlcher (Martinique), est un joueur français de rugby à XV, jouant au poste de troisième ligne centre au Soyaux Angoulême XV depuis 2024.

## Biographie
Samuel Nollet débute le rugby à XV en 2010, au sein du RC Diamant Martinique. Rapidement, il se fait remarquer comme un très bon joueur. Mais en Martinique, « il n’exploitait pas son potentiel à 100% » la faute à une opposition trop faible selon son entraîneur de l'époque.
A 15 ans, il décide alors de partir en métropole, et intègre les rangs du SU Agen. Malgré un temps de jeu dans les équipes de jeunes du club, il n'obtient pas de convention pour intégrer le centre de formation dans un premier temps. Ce sera chose faite au bout de quelques années, lorsqu'il intègre l'équipe espoirs du club.
La saison 2020-2021 du SU Agen est très compliquée. Le club décide alors de lancer plusieurs de ses jeunes joueurs en équipe première. Samuel Nollet devait avoir sa chance face au Benetton Trévise, mais le match est finalement annulé à cause de cas de Covid-19 chez les Italiens. Il est finalement titularisé une semaine plus tard face au Racing 92, où le duel de numéro 8 l'opposant à un autre grand espoir du poste, Jordan Joseph, est très observé. Sa première prestation est remarquée, étant « omniprésent en [...] début de partie », mettant en avant « ses qualités de plaqueur » malgré un manque « de puissance dans les zones de combat ». Son entraîneur Régis Sonnes déclare l'avoir « trouvé très performant », « percutant sur le plan offensif, efficace au placage ». Il va alors s'installer en équipe première, enchaînant plusieurs titularisations en 2021. Lors du match face au CA Brive, il est aligné en troisième ligne aile au lieu de troisième ligne centre. Son entraîneur Régis Sonne déclare qu'il « [aimerait] bien en faire un flanker ». Lors de cette rencontre, il s'est surtout concentré sur les tâches défensives d'un troisième ligne aile, mais assurant les contre-attaques contre un troisième ligne centre. 
Peu utilisé en début de saison 2022-2023, il est prêté au RC Massy, concurrent d'Agen en Pro D2. Il s'impose comme un titulaire à Massy, et voit son prêt prolongé d'une année supplémentaire la saison suivante.